# کانپینو
کانپینو (به لهستانی:  Kąpino) یک روستا در لهستان است که در گمینا ویخرووو واقع شده‌است. کانپینو  ۸۱۴ نفر جمعیت دارد.